# Horst Weyerich
Horst Weyerich (* 13. August 1957 in Nürnberg) ist ein ehemaliger deutscher Fußballspieler. Der Libero bestritt 132 Bundesligaspiele für den 1. FC Nürnberg, in denen er 21 Tore erzielte.

## Werdegang
Weyerich entstammt der Jugend von Viktoria Nürnberg. 1970 schloss er sich dem 1. FC Nürnberg an, mit dessen Nachwuchsmannschaft er 1974 an der Seite von Peter Sommer, Günter Dämpfling und Werner Dorok die A-Jugendmeisterschaft gewann. Im folgenden Jahr rückte er in den Profikader auf und debütierte am 27. März 1976 für den „Club“ in der 2. Bundesliga. Gegen Ende der Zweitligaspielzeit 1976/77 zum Stammspieler gereift, trug er in der folgenden Spielzeit mit 14 Saisontoren zum Wiederaufstieg des seinerzeitigen Rekordmeisters in die Bundesliga bei. 
In der ersten Liga gehörte Weyerich neben Detlev Szymanek, Klaus Täuber und Reinhold Schöll weiterhin zu den Stammkräften, konnte aber in 33 Erstligaspielen den direkten Wiederabstieg nicht vermeiden. Unter Trainer Robert Gebhardt, der kurz nach Saisonbeginn den glücklosen Belgier Jef Vliers beerbt hatte, gelang jedoch der abermalige Aufstieg. In der Folge war er Stammkraft für den Klub in der ersten Liga, ehe die Mannschaft im Sommer 1984 erneut abstieg. Dabei zeichnete er sich als regelmäßiger Torschütze aus, da er die zu Gunsten seiner Mannschaft verhängten Elfmeter schoss. Bis heute hält er mit 13 verwandelten Strafstößen den Rekord des besten Elfmeterschützen für den „Club“ in der Bundesliga.  Im Oktober 1984 gehörte Weyerich zu den fünf Spielern, die gegen Trainer Heinz Höher revoltierten und ihm einen offenen Brief der Mannschaft überreichten. Im Anschluss wurde ihm seitens des Vereins fristlos gekündigt. 
Im Sommer 1985 heuerte Weyerich bei der SpVgg Fürth an, für die er zwei Jahre in der Bayernliga spielte. Anschließend ließ er bei ASV Zirndorf seine Karriere in der Landesliga ausklingen. Später spielte er noch ein paar Jahre bei den „Alten Herren“ des TuS Bar Kochba Nürnberg. Hauptberuflich arbeitet er für die Bundesvereinigung Lebenshilfe.